# Schönberg FR
| FR ist das Kürzel für den Kanton Freiburg in der Schweiz. Es wird verwendet, um Verwechslungen mit anderen Einträgen des Namens Schönberg zu vermeiden. |

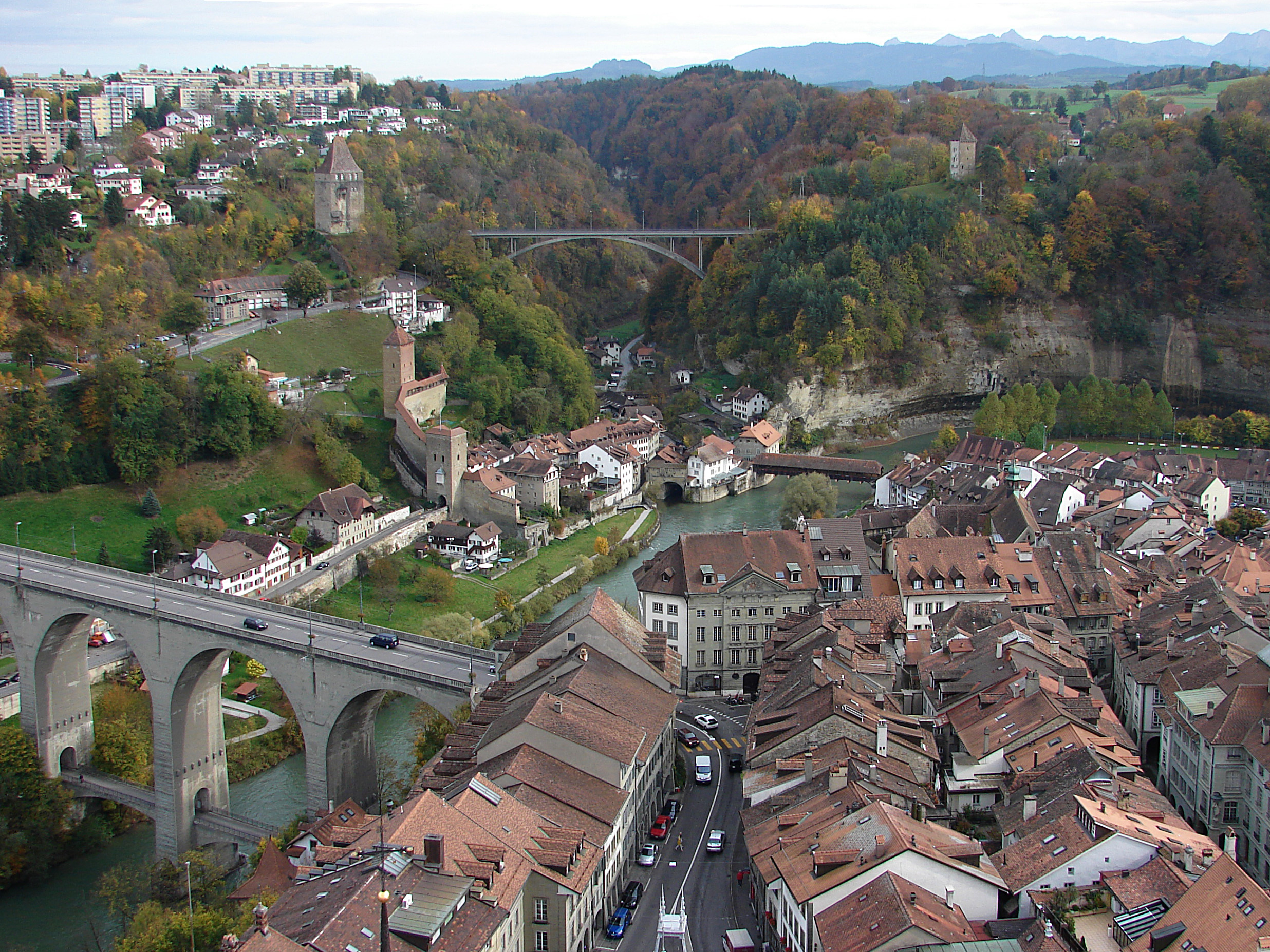
Blick auf die obere Altstadt, die Zähringerbrücke (links), den Galtera-Graben und das Schönberg-Quartier (links oben)

Schönberg (französisch Schoenberg) ist ein Quartier der Stadt Freiburg im Üechtland in der Schweiz. Der BFS-Code des Quartiers ist 2196017. Das kantonale «Amt für Strassenverkehr und Schifffahrt» (frz. Office de la circulation et de la navigation) ist hier angesiedelt.

## Geographie
Das Schönbergquartier liegt östlich der Saane und nördlich der Galtera. Es grenzt im Osten an das Wohnquartier Kleinschönberg der Sensler Gemeinde Tafers und im Nordosten an den Weiler Uebewil der Gemeinde Düdingen. Die ehemaligen Randgebiete Bellevue, Windig und Oberer Schönberg wurden ab den 1960er Jahren stark ausgebaut. Heute bilden sie mit ungefähr 10'000 Einwohnern, darunter rund 100 verschiedene Nationalitäten, das grösste Quartier der Stadt.

## Verkehr
Die Zähringerbrücke, die für Fussgänger, Radfahrer und öffentlichen Verkehr reserviert ist, verbindet den Schönberg mit der Altstadt um die Kathedrale, das Rathaus und den Lindenplatz. Seit 2014 führt die neue Poyabrücke sowohl den motorisierten Verkehr wie auch die Fussgänger und Radfahrer auf getrennten Spuren vom Schönberg via Saint-Leonard ins Stadtzentrum und auf die Autobahn. Die Buslinien 2 und 6 der Freiburgischen Verkehrsbetriebe (TPF: Transports publiques fribourgeois) verbinden das Quartier über die Zähringerbrücke mit der Altstadt und dem Stadtzentrum. Weitere Buslinien, die vom Busbahnhof ausgehen, verbinden das Quartier mit Tafers, Schwarzenburg, Rechthalten und Plaffeien. Der Pilgerweg nach Santiago de Compostela, die Via Jacobi (Wanderroute Nr. 4), führt über den Schönberg in die Stadt.

## Bildung
Im Schönberg gibt es sowohl einen deutschsprachigen als auch einen französischsprachigen Kindergarten und auch Primarschulen beider Sprachen. Zudem befindet sich im Schönberg die Stiftung Les Buissonnets mit einem Schulheim für Kinder und Jugendliche mit einer geistigen Behinderung.

## Soziales
Im Quartier gibt es eine Poststelle, je eine Filiale der beiden grossen Schweizer Detailhändler, eine Apotheke, eine Filiale der Kantonalbank, verschiedene Lebensmittelläden, die katholische Kirche St. Paul und mehrere Sammelstellen für den wiederverwertbaren Abfall. Das Schönberg-Quartier verfügt über ein Quartierzentrum (Centre de loisirs) und einen Fussballplatz (FC Schönberg). Hobby-Gärtner können für eine bescheidene Gebühr eine Parzelle auf dem Familiengarten am Stadtberg bepflanzen (neben dem Südzugang zur Poyabrücke), ausserdem lädt ein Quartiergarten bei der Kreuzung Route Joseph-Chaley / Avenue Jean-Marie-Musy zum gemeinsamen Gärtnern ein. Es gibt zahlreiche Kinderspielplätze, der höchstgelegene ausgestattet mit einer öffentlichen Trocken-Toilette. Der Quartierverein Leben im Schönberg organisiert Quartiertreffen, Seniorenausflüge, Familienanlässe, Flohmärkte und bündelt Anliegen und Bedürfnisse der Bewohner zur Mitsprache bei der Planung des öffentlichen Raumes und des Verkehrs.

## Geschichte
Im 18. Jahrhundert führte der Weg von der Au in der Freiburger Unterstadt durch das Berntor, vorbei an einem kleinen Weiler mit einer Lepra-Station, einer Ziegelei und einer dem Apostel Bartholomäus geweihten Kapelle nach Bern. Diese Häusergruppe bei der Bartholomäus-Kapelle im Schönberg nannte man einfach Stad oder Staad (französisch Stade), was Küste, Ufer bedeutet, und den Abhang oberhalb der Neigles Staberg und das Berntor Staadtor / Stator (französisch porte de Stade). Die Ziegelei in Staad, erbaut im 13. Jahrhundert, war die erste in Freiburg. Die Bartholomäus-Kapelle wurde 1472–1473 errichtet. Dann wurde die Kapelle mehrmals erneuert, wie der Einbau der Glocke von 1658 belegt. Im 18. Jahrhundert kam das Bild mit der Darstellung des Märtyrers Bartholomäus über den Altar. Auch der Portalvorbau stammt aus dieser Zeit. Einige Werke, die früher den Sakralraum bereicherten, befinden sich heute im Pfarrhaus Sankt Nikolaus: Das sind die Statuen der Heiligen Katharina und des Heiligen Eligius sowie die beiden Gemälde mit Darstellungen der Heiligen Ursula und der Heiligen Verena. 1872 trat die Kirchgemeinde Düdingen Gebiete an die Stadt Freiburg ab. Damit geriet die Bartholomäus-Kapelle, die bis dahin zur Pfarrei Düdingen gehört hatte, gewissermassen zwischen Stuhl und Bank. Denn die Stadt Freiburg akzeptierte zwar die Gebietserweiterung, verzichtete aber wegen der Unterhaltskosten auf die Kapelle. Um nicht den Unterhalt von Gotteshäusern ausserhalb der Kirchgemeinde finanzieren zu müssen, suchte Düdingen nach einem Käufer für die Kapelle. Sie fand zwar vorerst keinen. Die Gläubigen der Gegend fanden aber Förderer, mit deren Hilfe es möglich war, die Kapelle weiterhin zu nutzen und instand zu halten. Unter der Bedingung, dass an Sonn- und Feiertagen in der Kapelle eine Andacht für seine Familie und Gläubigen der Umgebung gehalten werde, übernahm Herr Eggis, Besitzer der Villa Bartholomäus, im Jahr 1900 die Kosten für Reparaturen und den Unterhalt der Bartholomäus-Kapelle. Er liess die Kapelle innen und aussen restaurieren, darauf bedacht, den einfachen Charakter zu erhalten oder wieder herzustellen. Dann verlor die Kapelle an Bedeutung. Sie wurde nicht mehr als Sakralbau genutzt und steht heute eingeklemmt zwischen vielbefahrenen Strassen, Verkehrskreiseln, einem Parkplatz und Geschäften. Seit einigen Jahren wird am 24. August, dem Gedenktag des Heiligen Bartholomäus, in der Kapelle wieder eine Messe zelebriert. Der Jakobsweg von Bern oder Schwarzenburg führt an dieser Kapelle vorbei. 1977 wurde die römisch-katholische Kirche St. Paul im Schönberg eingeweiht.

## Weblinks

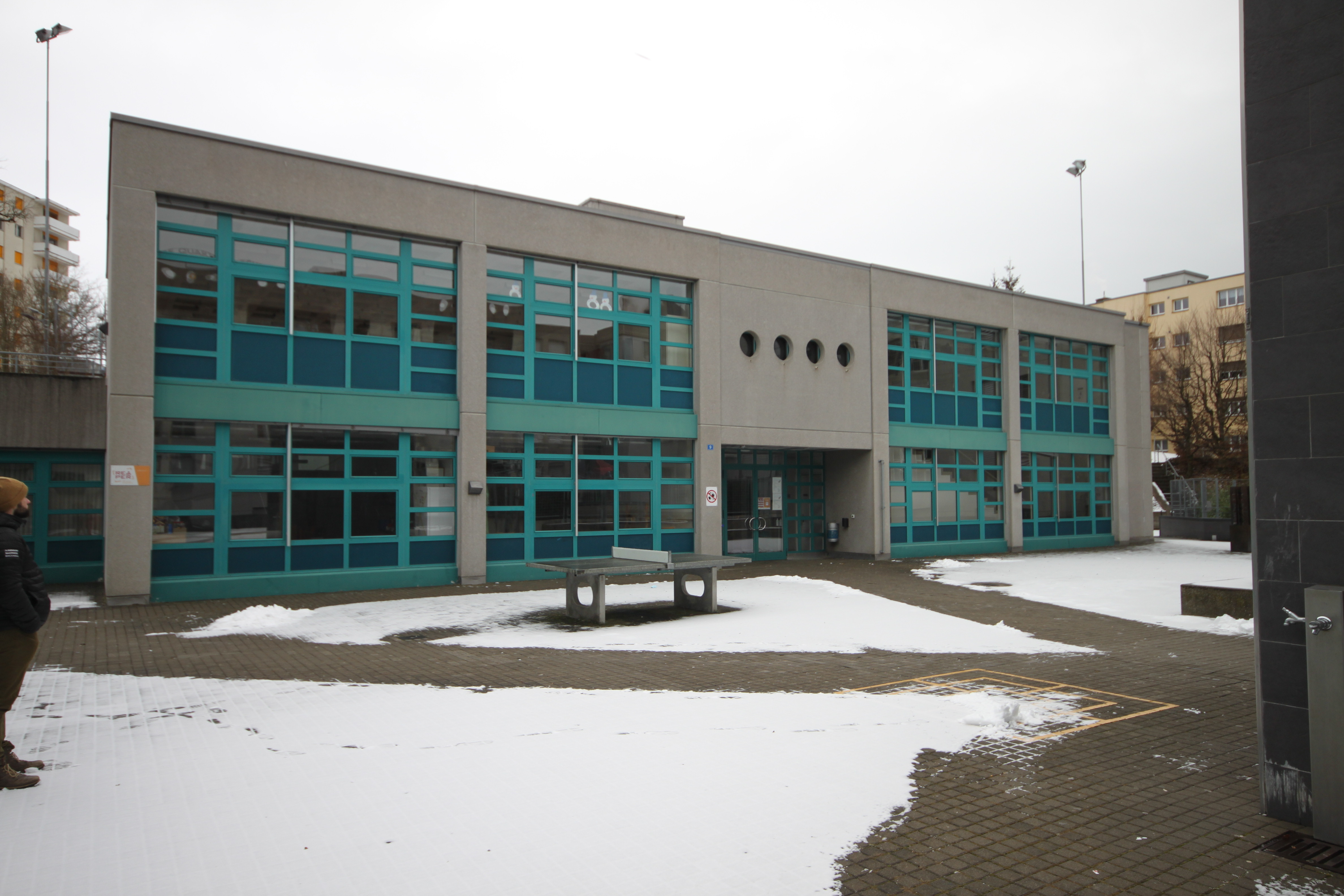
Quartierzentrum Centre des loisirs
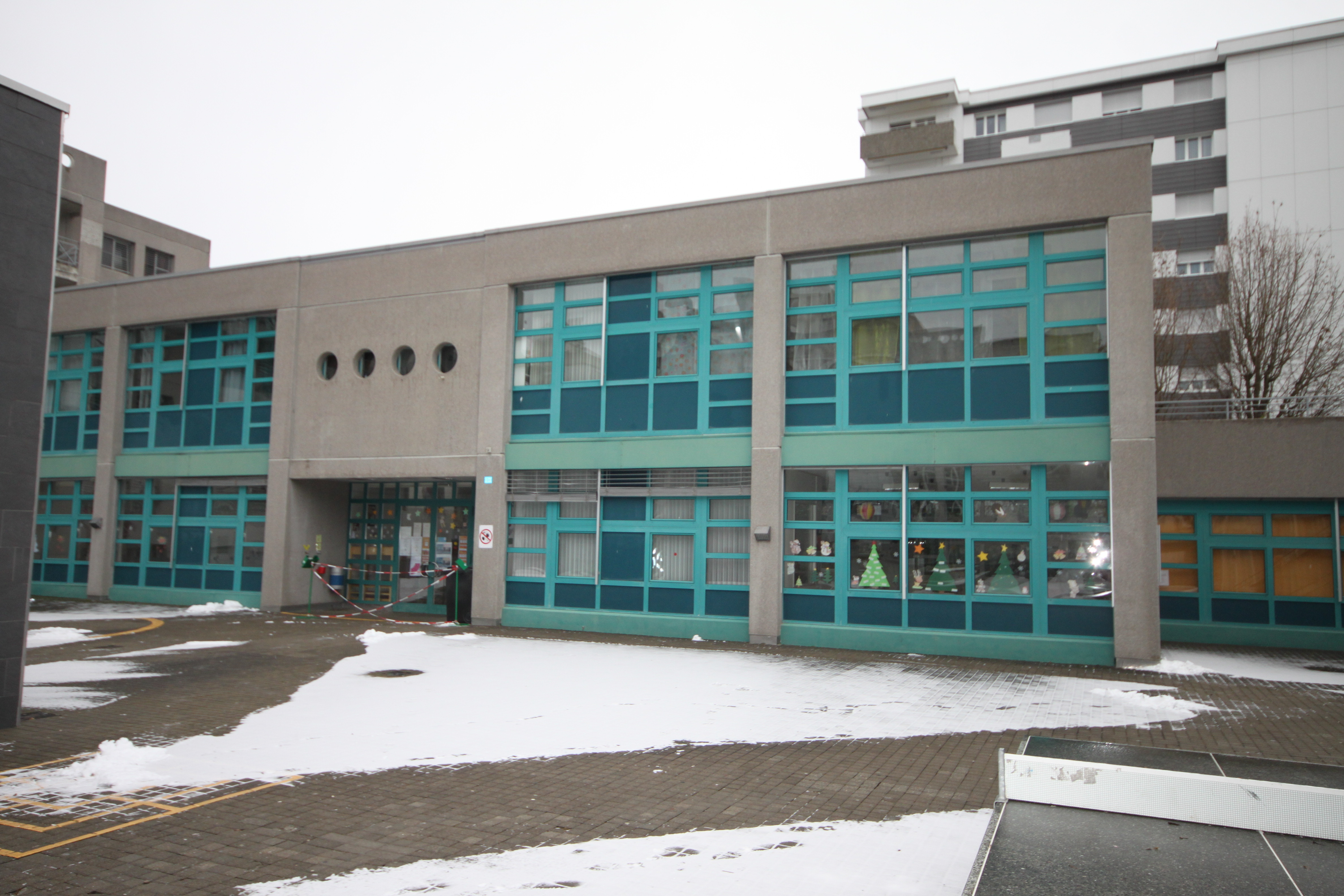
Deutschsprachiger und frankophoner Kindergarten
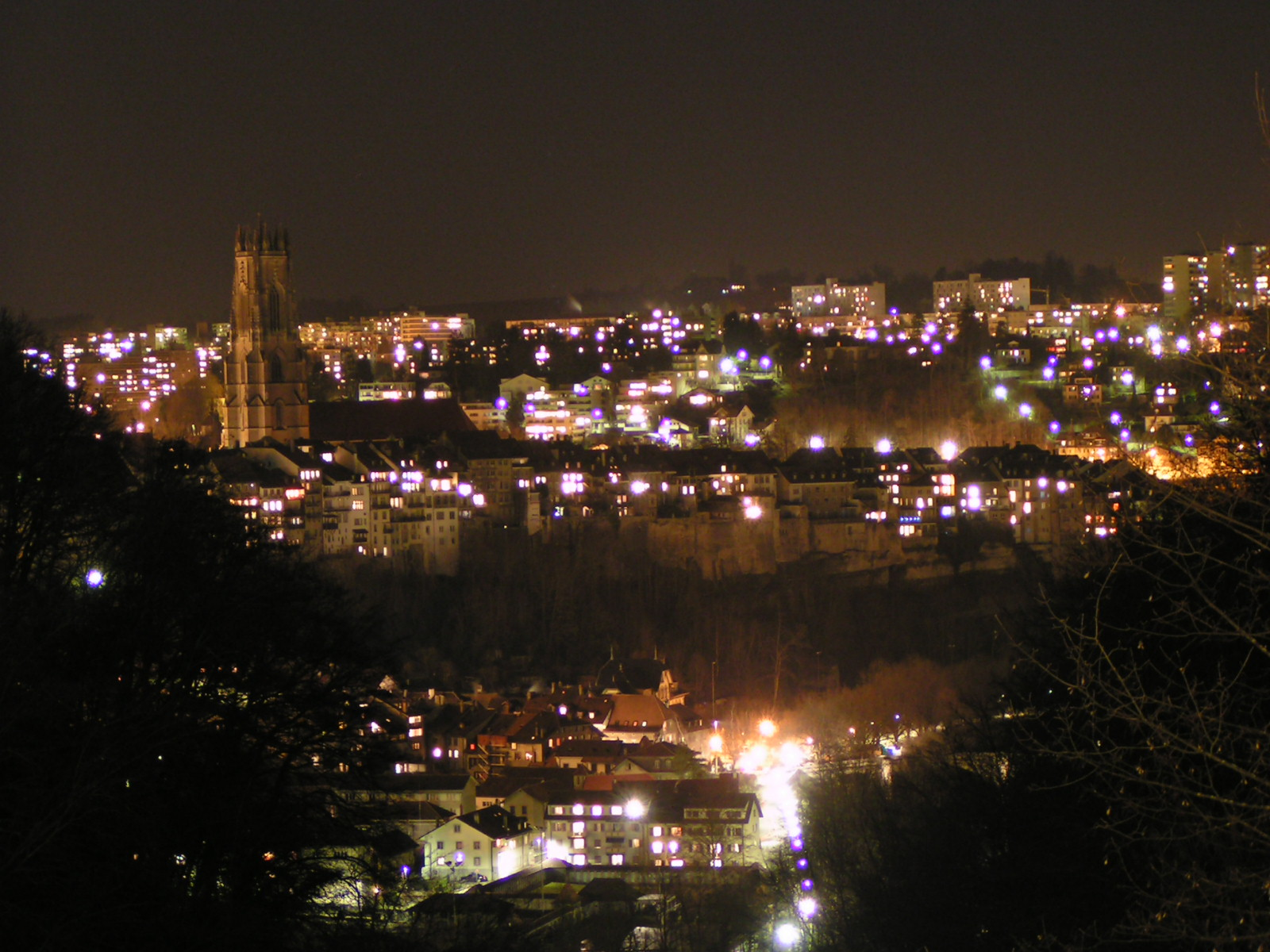
Altstadt und Schoenbergquartier
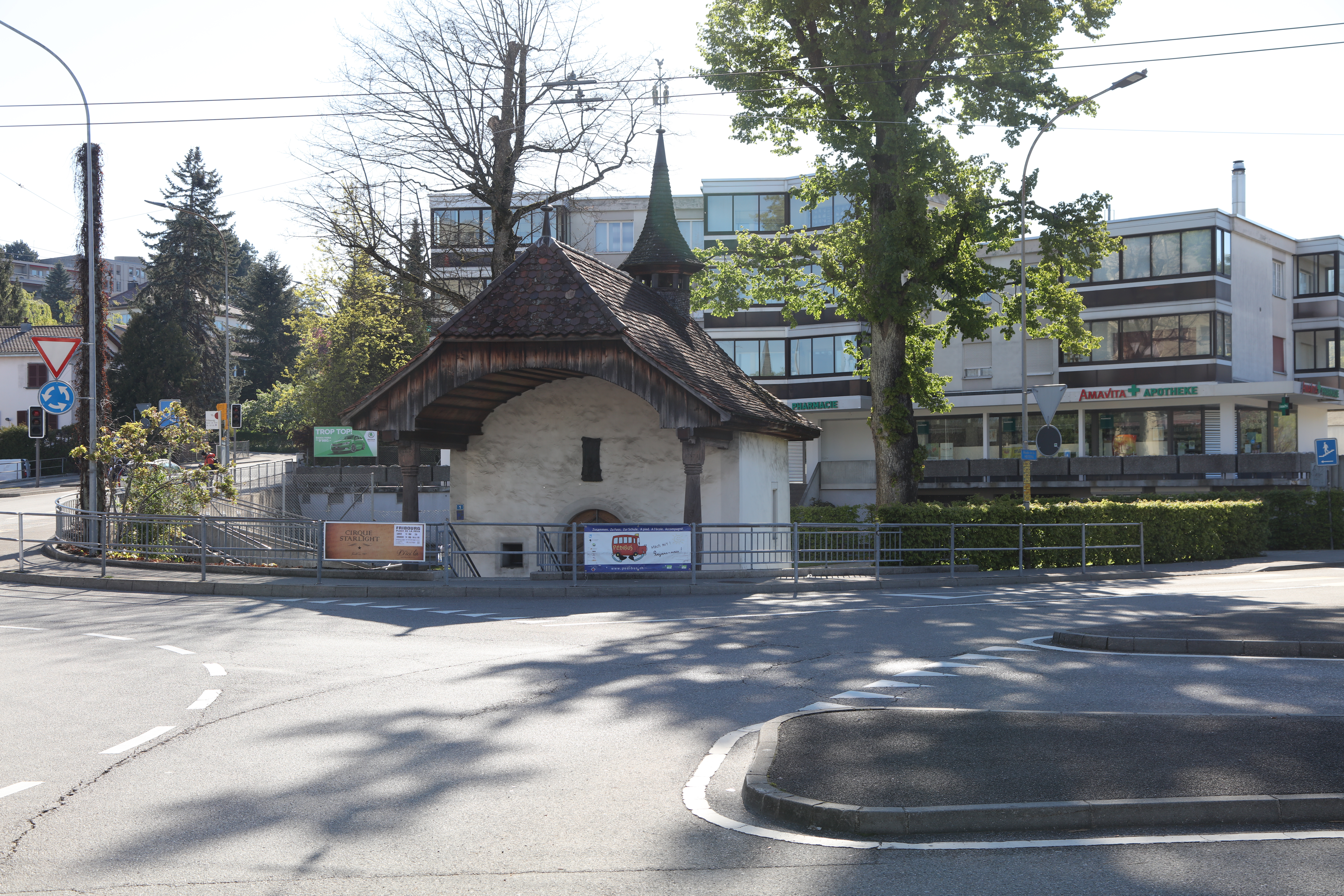
Bartholomäus-Kapelle